# Trichosteleum glossoides
Trichosteleum glossoides là một loài rêu trong họ Sematophyllaceae. Loài này được (Bosch & Sande Lac.) Geh. mô tả khoa học đầu tiên năm 1894.